# Серон
Серон (на испански: Serón) е населено място и община в Испания. Намира се в провинция Алмерия, в състава на автономната област Андалусия. Общината влиза в състава на района (комарка) Вале дел Алмансора. Заема площ от 167 km². Населението му е 2385 души (по данни от 2010 г.). Разстоянието до административния център на провинцията е 127 km.

## Демография
| 1996 | 1998 | 1999 | 2000 | 2001 | 2002 | 2003 | 2004 | 2005 | 2006 |
| ---- | ---- | ---- | ---- | ---- | ---- | ---- | ---- | ---- | ---- |
| 2742 | 2673 | 2673 | 2555 | 2495 | 2488 | 2414 | 2427 | 2429 |      |